# Beatriz Ana Ruiz Guill
Beatriz Ana Ruiz Guill (Guardamar del Segura, 29 de enero de 1666 - Ibídem, 26 de julio de 1735) fue una venerable religiosa mística agustiniana española.

## Biografía
Sus padres se llamaron Pedro Ruiz y Juana Ana Guill, matrimonio que tuvo otros dos hijos varones. Vivían humildemente en la villa alicantina. Por la situación económica de la familia, desde niña atendió las faenas de la casa y las labores del campo. No aprendió nunca a leer y escribir.
Se casó a los catorce años con Francisco Celdrán, con el que tuvo un hijo. Enviudó y se casó en segundas nupcias. Tuvo tres hijas con este segundo marido que la maltrató. Al volver a enviudar fue recogida en el Hospital de Santa Lucía. Hacia 1700 aseguró haber tenido experiencias místicas e ingresó en la Orden de San Agustín a instancias del agustino fray Tomás Bale.
Fue el padre Bale quien encomendó al escribano don Miguel Pujalte —después ordenado sacerdote— que la ayudase material y espiritualmente y luego fue el que puso por escrito las vivencias que Beatriz experimentaba.
El manuscrito, que recoge noventa y tres visiones como ella las narró, pasó a los agustinos de Orihuela. Tiempo después fray Tomás Pérez escribió la biografía de esta mujer, sorprendente por su trayectoria e incomprendida casi por todos. Falleció en el Hospital donde había vivido muchos años de la caridad, el 26 de julio de 1735, siendo enterrada solemnemente por la generosidad de sus paisanos, quienes pronto reconocieron los méritos de esta mujer y el 29 de diciembre de ese mismo año organizaron un solemne funeral con túmulo majestuoso, con epitafios y poemas laudatorios, presencia de la banda de música de Orihuela y sermón encomiástico que se imprimió.
Ignorada durante gran parte de su vida, tras su muerte se escribieron hasta tres biografías sobre ella entre 1735 y 1744.

## Obras
- Doctrinas o revelaciones doctrinales para provecho de las almas, enmienda de los vicios y aumento de las virtudes, texto manuscrito incluido en la obra de Tomás Pérez, abajo citada.[4][5]

- “Para la madre priora del convento de religiosas de San Sebastián, Orden de Nuestro Padre San Agustín, de Orihuela. De una humilde esclava del Señor”. Son nueve décimas y un poema con la visión que tuvo de los religiosos que padecían en el purgatorio; el texto lo recogió en su libro Tomás Pérez.[4][5]